# The Vampire Diaries
The Vampire Diaries (с англ. — «Дневники вампиров») — компьютерная игра по одноимённой серии книг Лизы Джейн Смит с видом от первого лица в жанре point-and-click-квест. Игра разработана Her Interactive и издана American Laser Games в ноябре 1996 года для платформы Microsoft Windows. Проект ориентировался на детскую аудиторию и позиционировался как игра для девочек, чтобы разбить устоявшиеся в то время стереотип о том, что девушки не играют в компьютерные игры. Игра рекламировались в магазинах косметики и одежды.

## Игровой процесс
Игра проходит с видом от первого лица, с возможностью проворачиваться на 360°, а также поднимать или опускать взгляд. Снизу экрана находится панель инвентаря, где помещены предметы, которые игрок собирает в течение всей игры.
При диалогах с персонажами появляется текстовое окно с вариантами ответов. Выбор реплик может влиять на развитие сюжета.
Управление осуществляется курсором мыши, изменяющим форму в разных ситуациях — в частности, он меняет оттенок при наведении на объект, с которым можно взаимодействовать.

## Сюжет
Елена Гилберт, популярная ученица средних классов, живёт со своей тётей Джудит и младшей сестрой Марагарет в городке Феллс-Черч, штат Вирджиния.
Игра начинается с вечеринки в галерее Romanoff, которую посещает Елена с семьёй. Внезапно раздаётся резкий крик и сестру Маргарет находят на полу без сознания — девочку укусил неизвестный в шею.
Елена решает добиться ответов и найти виновника. Она проводит своё собственное расследование. Вскоре обнаруживается, что весь город боится за свои жизни, ведь в нём властвуют вампиры и все подозреваемы.